# Igualadina Cotonera
|  | Per a altres significats, vegeu «Vapor Vell». |

La Igualadina Cotonera, també coneguda com a Vapor Vell o Cal Godó, és una antiga fàbrica d'Igualada destinada a la fabricació de cotó. Construïda entre 1841 i 1842, és la fàbrica d'estil manxesterià més antiga conservada a Catalunya. Fou un dels principals centres manufacturers de fil i teixits de cotó durant la Revolució Industrial de Catalunya i va funcionar fins al 1967.
L'edifici va ser declarat bé d'interès local l'any 1997, i Bé Cultural d'Interès Nacional l'any 2006. L'any 2003 fou adquirit per l'Ajuntament d'Igualada. Actualment està en procés de rehabilitació i restauració per acollir el futur Museu de la Premsa de Catalunya, segons el conveni signat l'any 2009 entre l'Ajuntament d'Igualada i el Grup Godó.

## L'edifici
El terreny on s'ubicà el conjunt, conegut com a "colònia Godó", i centre fabril tenia una extensió de 15.000 m² amb dues naus de planta longitudinal amb gran quantitat d'obertures a l'exterior a fi i efecte de facilitar l'entrada d'aire a l'interior de les naus. La central amida 50 x 14 m. amb una superfície aproximada de 700 m², i té cinc plantes d'alçada.
Una part de la fonamentació és de maó massís, fent arcades que s'estenen sobre un terreny arenós degut a la proximitat del riu. Les naus de les quatre plantes tenen una estructura molt simple que ve donada per l'estructura rectangular de l'edifici. Com a suport dels sostres hi ha tres fileres de pilars de ferro colat; a les primeres plantes s'intercalen amb pilars de fusta de la mateixa forma. Els sostres són de post de fusta amb taulons de reforç per aguantar el pes dels telers.
L'última planta té dues vessants, restant una nau central amb una filera de pilars i encavallades de fusta; al sostre hi ha claraboies. Junt a la façana oest s'aixeca la xemeneia de planta quadrada i feta de maó. L'element més remarcable de tot el conjunt és la porta d'accés al recinte formada per un arc escarser fet amb dovelles de pedra llisa i un acabament triangular que ve a ser com una recreació de l'arc de triomf romà.

## Història

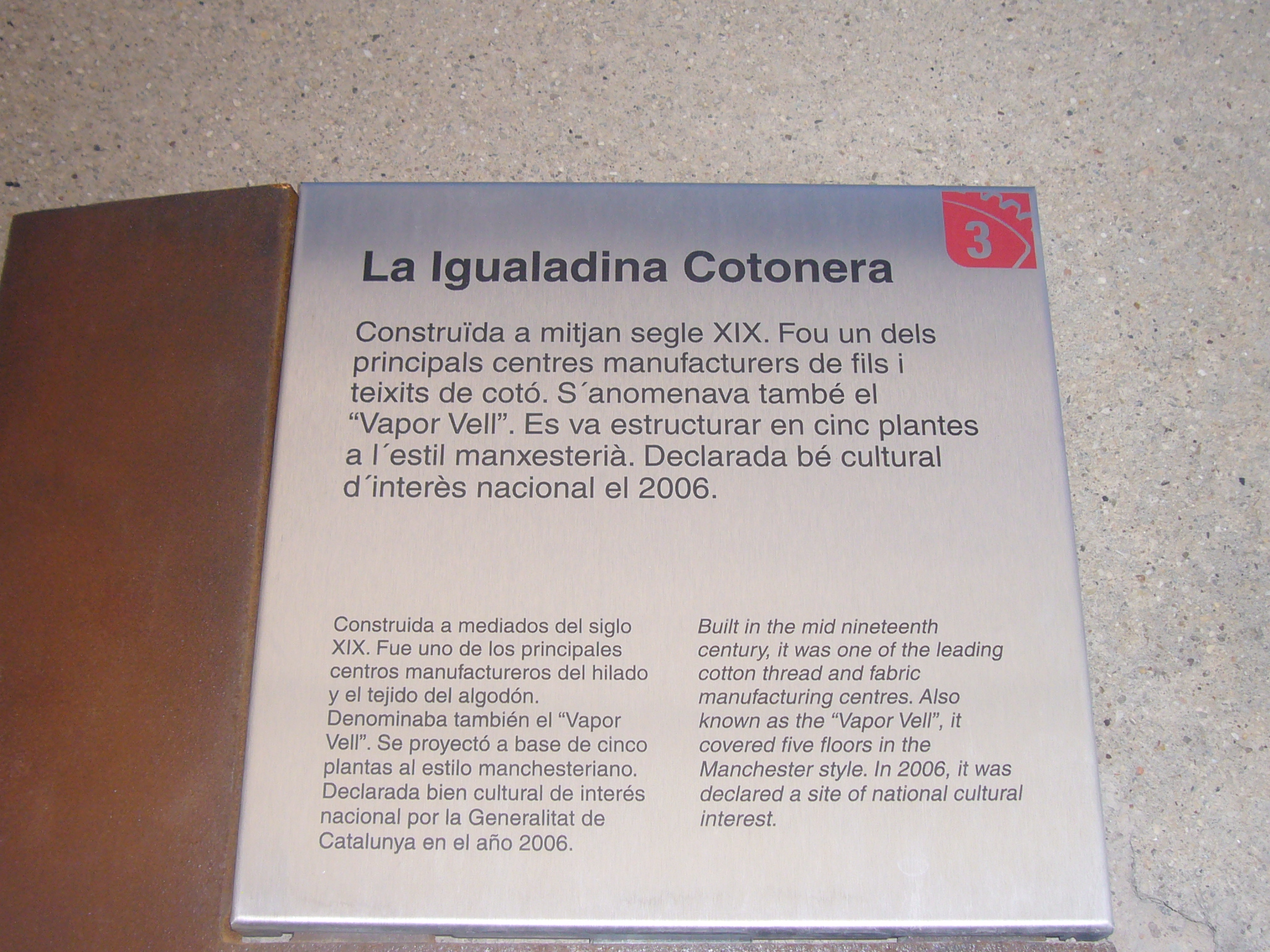
Placa informativa a l'entrada de l'edifici

### Orígens i expansió
Els orígens de l'empresa es remunten a febrer de 1841 o 1842, segons les fonts, sota la promoció de la família Godó. L'empresa promotora de la fàbrica va ser la Compañía Fabril Igualadina, constituïda oficialment l'any 1842 per dotze socis que aportaren 266.000 pessetes. Entre els socis hi figuraren els principals cotoners igualadins, encapçalats per Ramon Castells i Pié que aportà el 30% del capital, així com Ramon Godó Llucià i el seu cosí Oleguer Godó Castelltort. El primer director fou Celdoni Carles. Fou als seus inicis una de les indústries de la manufactura del cotó més importants de Catalunya, tant per la diversitat en la manipulació com pel nombre d'obrers que hi treballaren. A més va ser la primera fàbrica de teixits d'Igualada que va fer servir la màquina de vapor i també la primera que va instal·lar llum elèctrica el 1885.
Malgrat que Igualada quedava lluny del litoral, on arribava l'hulla britànica, es va optar per la màquina de vapor com a força motriu, comptant amb l'expectativa generada per l'explotació dels jaciments de carbó de la rodalia de Calaf. Aquest carbó malauradament era de molt baixa qualitat. La fàbrica començà a funcionar l'any 1843 i experimentà una notable expansió, esdevenint la principal indústria d'Igualada. El 1844 tenia 120 treballadors, que s'elevaren fins a 500 l'any 1855, quan la fàbrica tenia 4.400 fusos, 34 cardes i 60 telers mecànics.

### Crisi
Arran de la crisi que va produir-se en aquells anys, va fer fallida i va liquidar-se la primera societat i en la tardor de 1856 es creà la nova Sociedad Anònima Igualadina Algodonera amb un capital social de 2.500.000 pessetes, es redefiní l'objecte social i es donà entrada a nous socis. Aquesta societat, que tenia dues unitats de producció a Igualada i una a Martorell, i es va dissoldre el 3 de maig de 1880, per causa de problemes econòmics i dissidències internes.
Ramon Godó i Llucià va tenir nou fills. El tercer, i hereu, Ramon Godó i Pié (1825-1883) va adquirir els terrenys i la fàbrica de la Igualadina Cotonera, sense incloure-hi la maquinària, el 5 de febrer de 1881, per 30.500 pessetes, durant el procés de liquidació dels actius de la societat. Entre els altres fills, cal destacar Carles Godó i Pié i Bartomeu Godó i Pié, que l'any 1881 fundaren el diari La Vanguardia.

### Conflictivitat social
El període posterior es caracteritzà per una forta conflictivitat social. A partir de 1884, sota la direcció de Joan Godó i Llucià (1851-1935), les societats que assumiren la gestió de la fàbrica van ser Vídua i Fill de Ramon Godó (1884-1889) i Joan Godó Llucià (1889-1936). En aquesta fase s'abandonà la filatura i se centrà l'activitat en el tissatge i acabats. Entre 1893 i 1919 es produí el millor moment històric de la fàbrica, en part gràcies a l'arribada del ferrocarril Igualada-Martorell i l'adopció de l'electricitat com a força motriu. En canvi, el període 1920-1936 es caracteritzà per una reducció de la capacitat productiva degut a la disminució de la demanda interior i la competència d'altres productes tèxtils. L'any 1935, la gestió de la fàbrica passà a Joan Godó i Pelegrí (1876-1957), el qual alternà l'activitat empresarial amb la política.
Després de la guerra civil espanyola, en què fou col·lectivitzada durant dos anys, la fàbrica, ja sota la direcció de Ramon Godó i Franch (1906-1992) i amb la denominació social de Joan Godó Pelegrí, passà dificultats degut a les restriccions de matèria primera i energia. El 1957 la raó social tornà a transformar-se en una societat anònima, la Sociedad Anónima Textil Igualadina, amb l'entrada de la família dels Ortínez, amb una participació idèntica a la dels Godó. Els Godó conservaren la propietat de l'edifici. L'any 1967, quan la fàbrica tan sols ocupava 40 treballadors, fou la data del seu tancament i abandonament definitiu.
L'any 1988, dues terceres parts de la fàbrica passaren de la família Godó a mans de Fontanellas y Martí, S.A., que va completar la compra l'any 1993.

### Rehabilitació
Amb el desvetllament de l'interès pel patrimoni industrial, es començaren a alçar-se veus a favor de preservar de l'edifici de la Igualadina Cotonera. Després de diversos problemes i de risc d'enderroc de la fàbrica, l'any 1997 es produí la declaració de l'edifici com a bé d'interès local per part de l'Ajuntament d'Igualada i l'any 2006 com a Bé Cultural d'Interès Nacional per part de la Generalitat de Catalunya. L'any 2003 l'edifici fou adquirit per l'Ajuntament d'Igualada, fet que va garantir definitivament la preservació de la fàbrica.
Actualment està en procés de rehabilitació per acollir el Museu de la Premsa de Catalunya, segons el conveni signat l'any 2009 entre l'Ajuntament i el Grup Godó. El comissari del futur museu és Antoni Dalmau i Ribalta. El projecte del museu va rebre una aportació de l'Estat de 800.000 euros el 2010, i de 650.000 euros el 2011, que varen permetre adjudicar el projecte executiu de rehabilitació al taller de l'arquitecte igualadí Pere Puig, l'adjudicació del projecte museogràfic al grup DVA Associats S.L., així com la realització d'alguna fase prèvia de les obres. L'any 2013 es va arranjar la teulada superior de la nau i les canals d'evacuació d'aigües pluvials per a eliminar les filtracions, s'apuntalaren sostres i estructures interiors i es consolidaren i restauraren les seves quatre façanes, cornises i finestres.
El Departament de Cristal·lografia i Mineralogia de la Universitat de Barcelona elaborà un estudi cromàtic i de materials que determinà que el color general que presentava l'edifici a mitjan segle xix era el mangra, una tonalitat del vermell, mentre que els emmarcaments de les finestres i les línies horitzontals que decoraven la façana entre pis i pis eren marrons, colors que finalment s'han aplicat a les parets exteriors de l'edifici.

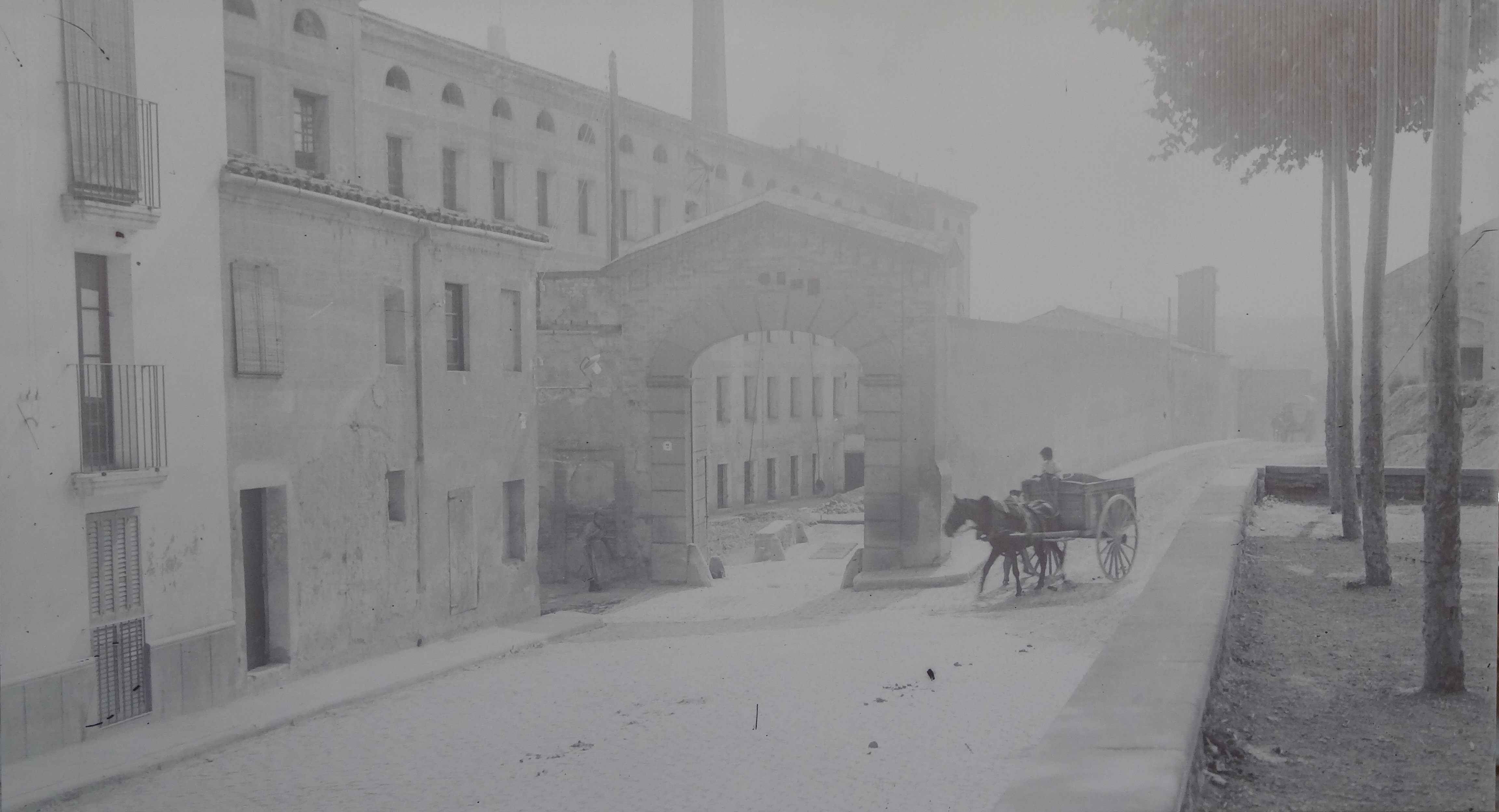
Imatge històrica de la Igualadina Cotonera
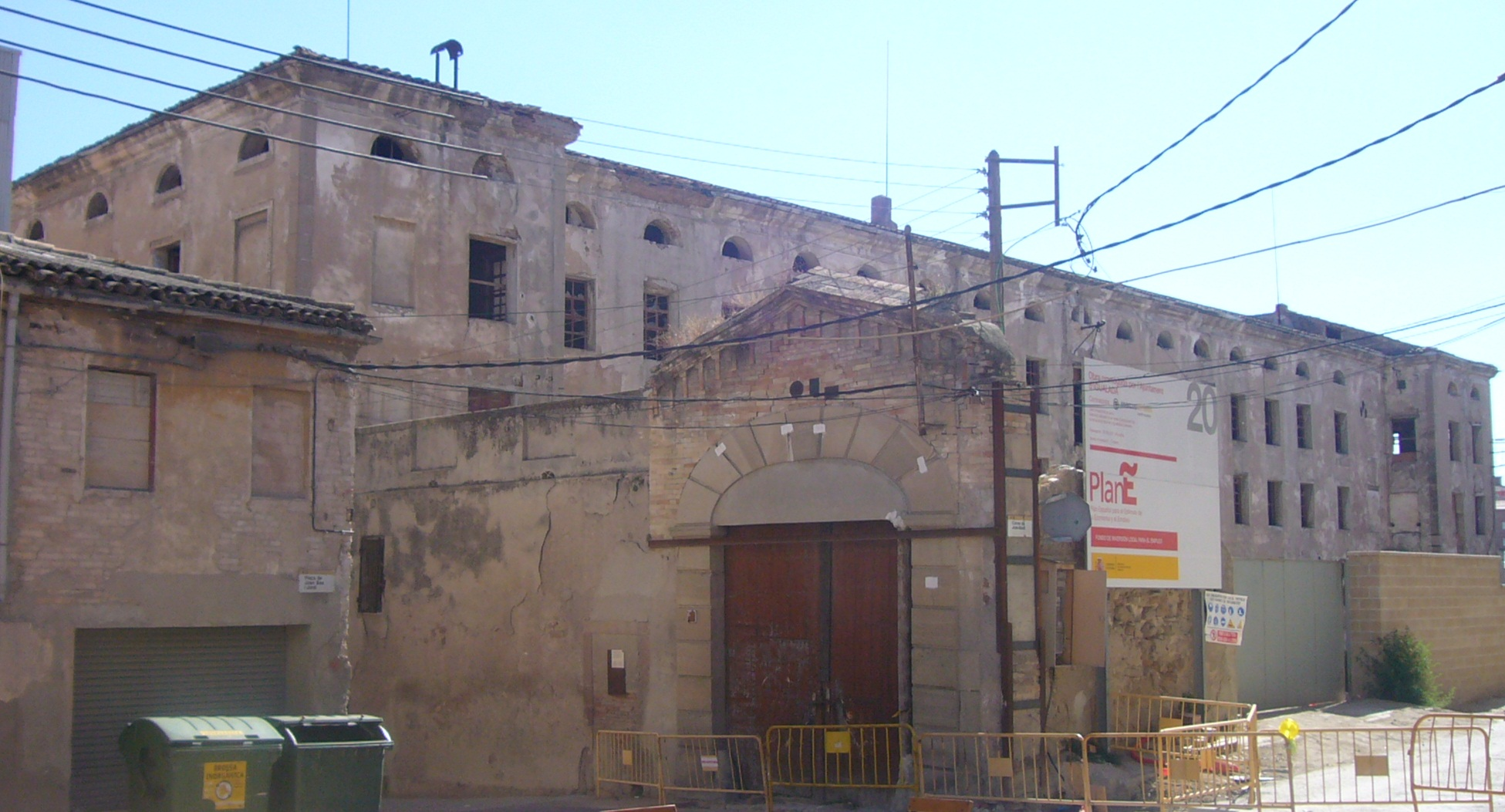
La Igualadina Cotonera l'any 2010 abans del procés de rehabilitació
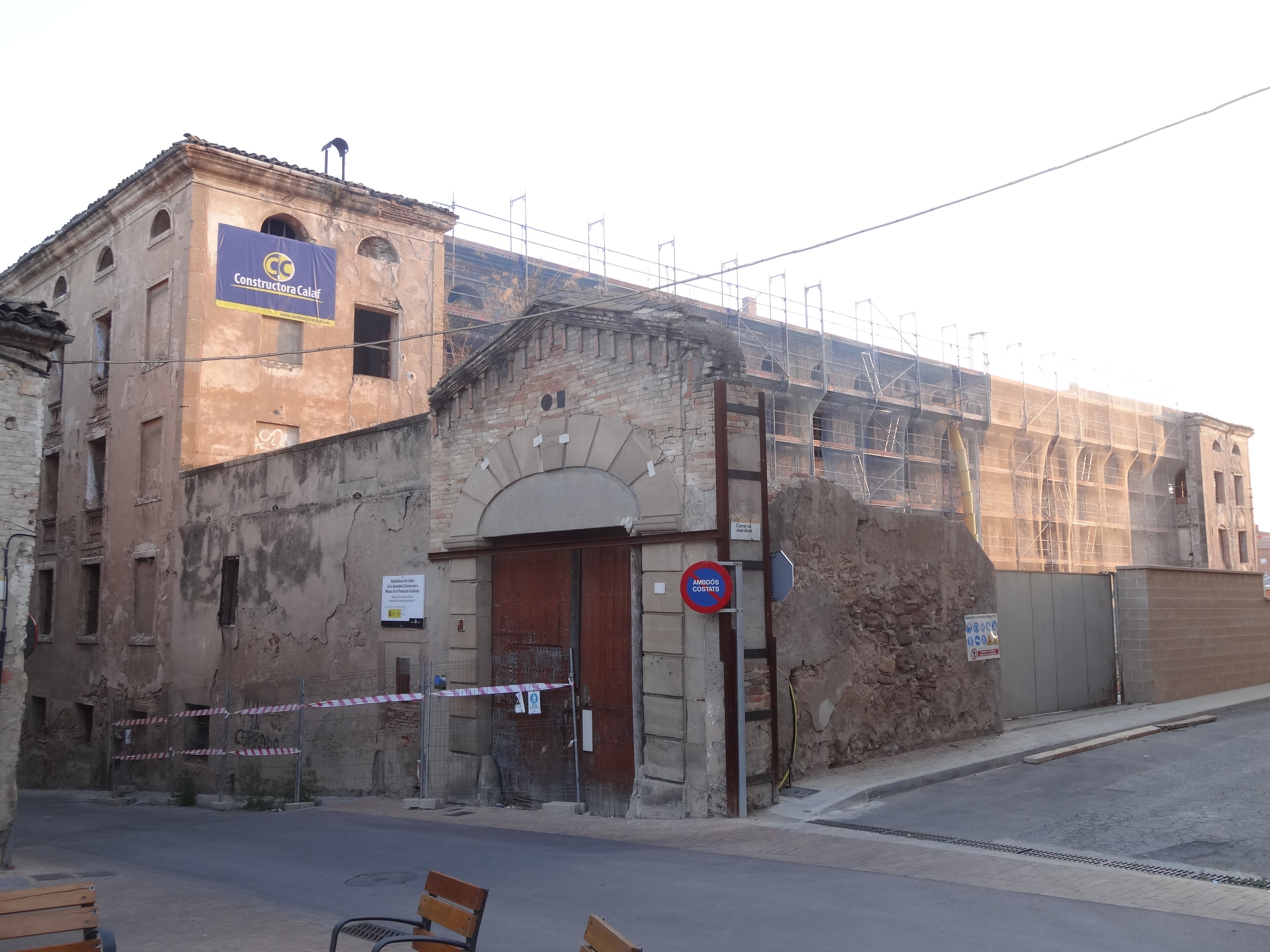
L'any 2013 en ple procés de rehabilitació i amb bastides
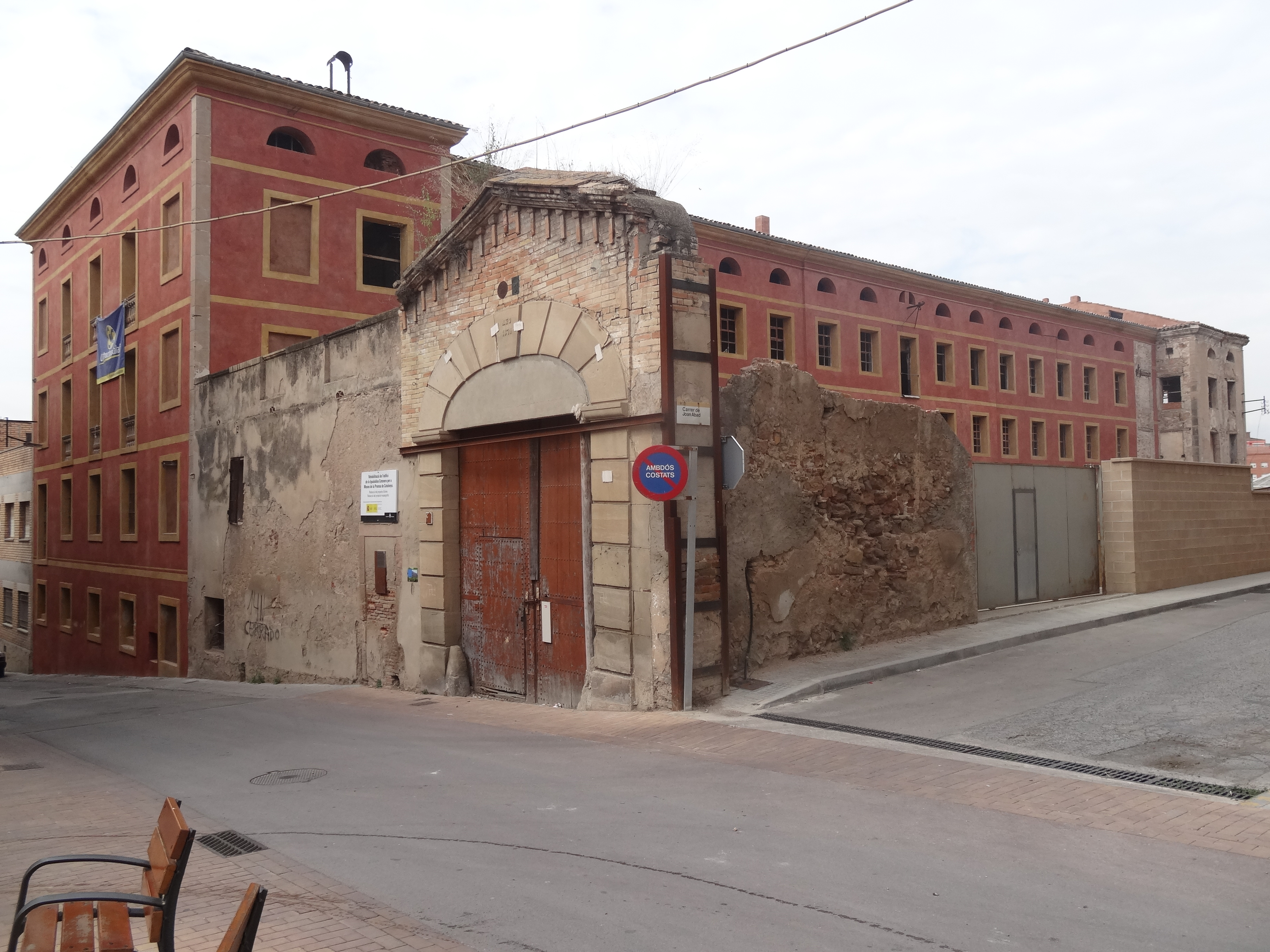
L'any 2014 després d'una primera fase de rehabilitació